# HD 223170
HD 223170，又名BD-12 6559，SAO 165880、HR 9009，是一颗恒星，视星等为5.73，位于銀經75.12，銀緯-68.59，其B1900.0坐标为赤經23h 42m 6.9s，赤緯-12° -68.59′ 51″。